# Grepiac
Grepiac (francès Grépiac) és un municipi francès del department de l'Alta Garona, a la regió Occitània.